# Sachsenheim-Haus

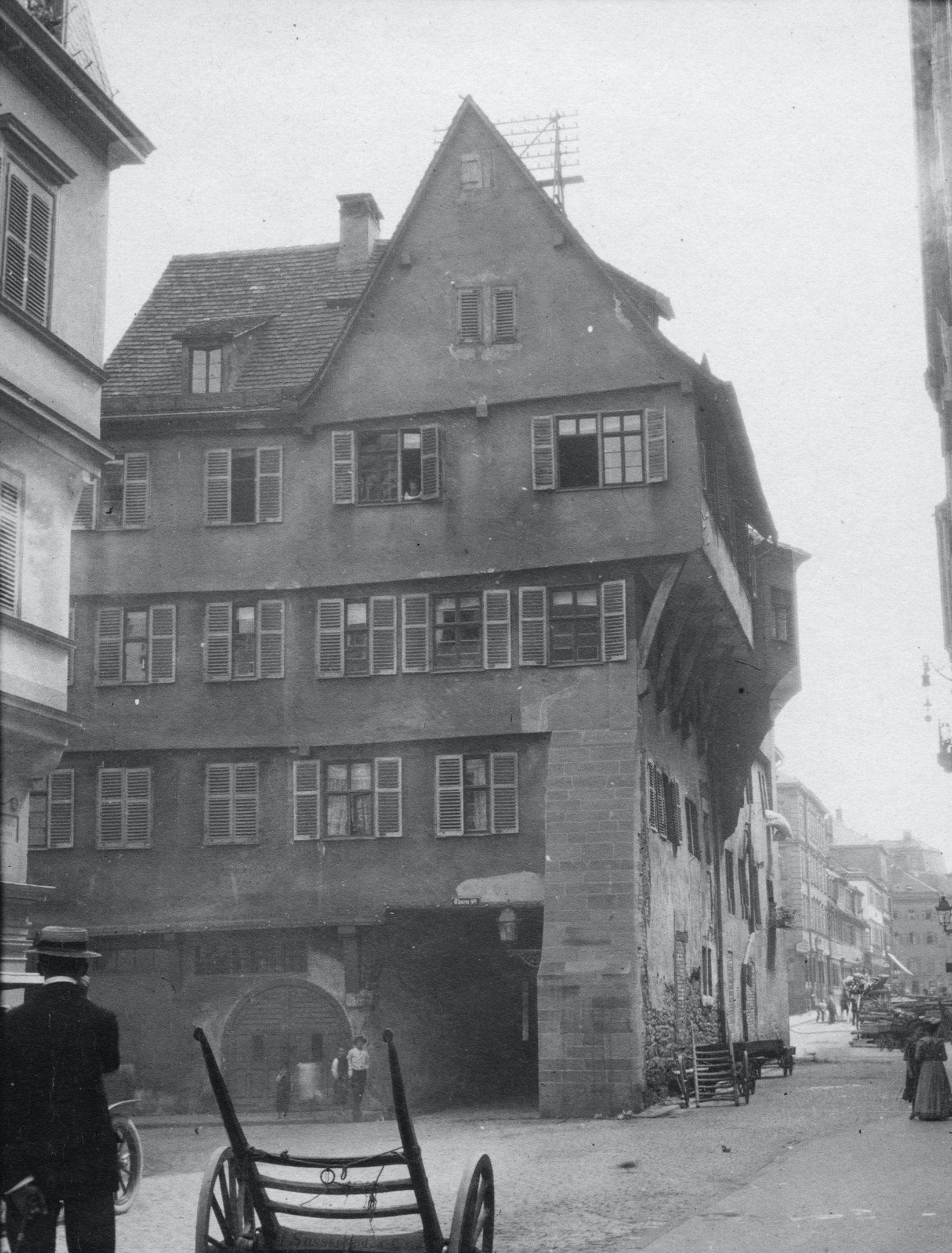
Haus Sachsenheim, um 1900.

Das Sachsenheim-Haus war ein repräsentatives Doppelgebäude in Stuttgart, das im 15. Jahrhundert entstanden ist. Das ältere der beiden Gebäude bestand schon zu Anfang des Jahrhunderts und wurde um 1440 durch den Minnedichter Hermann von Sachsenheim zu einem großen, vierstöckigen Eckhaus ausgebaut (altes Sachsenheim-Haus). Seine Söhne, der Jurist Jörg von Sachsenheim und der Landhofmeister Hermann von Sachsenheim erweiterten das Haus 1478 um einen gleichhohen Anbau (neues Sachsenheim-Haus). Nach dem Tod der Brüder Sachsenheim wurden die Gebäude als Wagenmeisterei, Stadtvogtei, Wohngebäude, Oberhofpredigerhaus, Armenschule und zuletzt als Weinwirtschaft genutzt, bis sie im Zweiten Weltkrieg zerstört wurden. 

## Entstehung

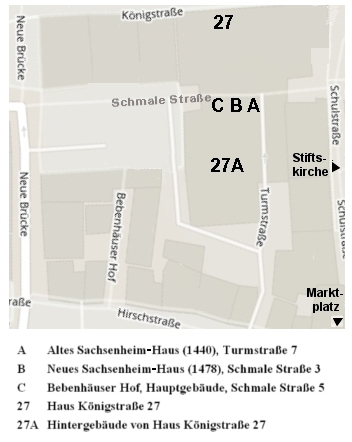
Lageplan des ehemaligen
Sachsenheim-Hauses.

### Altes Sachsenheim-Haus
Das alte Sachsenheim-Haus stand in der Turmstraße 7 an der Ecke zur Schmalen Straße. An seiner Stelle stand ursprünglich ein Gebäude des Klosters Herrenalb, das 1413 urkundlich erwähnt wurde. Der Minnedichter Hermann von Sachsenheim mietete das wohl ursprünglich bescheidene Anwesen und baute es zu einem großen Eckhaus aus. Das zur Schmalen Straße hin traufständige Haus bestand aus 4 Stockwerken und einem Mansardenstockwerk, wobei das oberste Stockwerk zur Schmalen Straße hin auskragte. Das repräsentative Gebäude verfügte über 7 Fensterachsen an der Turmstraße und 5 Achsen an der Schmalen Straße. 
Zwischen 1436 und 1446 ging das Haus in Hermann von Sachsenheims Besitz über. 1446 vermachte Herrmann von Sachsenheim seiner zweiten Frau Anna von Straubenhardt das Gebäude und die zugehörigen Grundstücke. Dazu gehörte das Grundstück Schmale Straße 3, das er bereits 1436 von dem württembergischen Grafen Ulrich dem Vielgeliebten erworben hatte, und auf dem seine Söhne das neue Sachsenheim-Haus erbauten.

### Neues Sachsenheim-Haus
Nach dem Tod ihrer Eltern Hermann von Sachsenheim (1458) und Anna von Straubenhardt (1459) ging das alte Sachsenheim-Haus in den Besitz der beiden Söhne Jörg und Hermann über. Sie bauten 1478 auf dem freien Grundstück an der Schmalen Straße 3 einen Anbau. Das vierachsige neue Haus war wie das alte traufständig und ebenso hoch wie dieses. Charakteristisch für das Gebäude war ein Erker, der es von dem alten Haus trennte.
Für das neue Haus wurde den Brüdern Steuerfreiheit gewährt „wegen der guten und getreuen Dienste, die uns die Gebrüder Hermann und Georg [= Jörg] von Sachsenheim und deren Voreltern geleistet haben und noch leisten werden“.
Beim Bau der beiden durch einen Tordurchgang miteinander verbundenen Gebäude hatte man einen Teil der alten Stadtmauer mitverwendet, was den Häusern später den Namen „Unter der Mauer“ eintrug.

## Nachnutzung
Die Nutzung der Häuser nach dem Tod der Sachsenheim-Brüder ist nicht lückenlos überliefert. Nach dem Tod der Brüder, die beide 1508 starben, fiel der Besitz an Reinhard von Sachsenheim († 1560), den Schwiegersohn des Landhofmeisters Hermann von Sachsenheim. Nach dem Tod von Reinhards Frau Anna von Sachsenheim 1553 wurden die Häuser auf Grund der Erbteilung verkauft. Die folgende Tabelle zeigt die weitere Nutzung der Häuser.
| Jahr | Nutzung |
| ---- | --- |
|      | Altes Haus |
| 1537 | Spätestens ab 1537 bis 1811 war das alte Haus Sitz der Vogtei. |
| 1655 | Ab 1655 diente das alte Haus als Oberhofpredigerhaus. |
| 1799 | Ab 1799 war im alten Haus eine Armenschule untergebracht. |
| 1811 | Nach 1811 bis in den Zweiten Weltkrieg beherbergte das alte Haus die Weinwirtschaft „Unter der Mauer“. |
| 1907 | Restaurierung des alten Hauses durch die Stadt Stuttgart. |
|      | Neues Haus |
| 1553 | Nach der Erbteilung 1553 erwarb Herzog Christoph von Württemberg das neue Haus und richtete darin die herrschaftliche Wagenmeisterei ein. |
| 1578 | 1578 veräußerte der Herzog das neue Haus an Hermann von Janowitz, der es in seiner Familie weitervererbte. |
| 1673 | Mit dem Tod von Hermann von Janowitz’ Enkel Friedrich Ludwig von Janowitz endete 1673 die württembergische Linie des Janowitz-Geschlechts. 1688 war das neue Haus noch im Besitz von Benigna Veronika Schaffalitzki von Muckadell (1622–1690), der Frau von Friedrich Ludwig von Janowitz. |

Im Zweiten Weltkrieg wurden 1944 beide Häuser zerstört. 1948 und 1951 wurden die Stadtmauerreste, die beim Bau der Sachsenheim-Häuser mitverwendet worden waren, abgerissen.
| - 1. | - 2. | - 3. |

1. Von links: Hauptwache (teilweise), Willermanns-Turm (Gefängnisturm), altes Sachsenheim-Haus (mit auskragendem Obergeschoss), neues Sachsenheim-Haus (ab dem Erker), Hauptgebäude des Bebenhäuser Hofs (mit Türmchen), Haus des Klosterpflegers.
2. Von links: Rest der Stadtmauer, altes Sachsenheim-Haus, neues Sachsenheim-Haus (ab dem Erker).
3. Vorn: das neue Sachsenheim-Haus (bis zum Erker), an der Hausecke: Rest der Stadtmauer (mit Laterne), daneben der durch beide Häuser verlaufende Tordurchgang. Hinten: altes Sachsenheim-Haus (mit auskragendem Obergeschoss).